# Ласцов
Ласцов або Ласців (словац. Lascov) — село в Словаччині, Бардіївському окрузі Пряшівського краю. 
Вперше згадується у 1370 році.
В селі є римо-католицький костел.

## Географія
Розташоване в північно-східній частині Словаччини, у південній частині Низьких Бескидів, у долині р. Топля. Протікає Валковський потік.

## Населення
| Рік:            | 1994. | 2004.   | 2014.   | 2024.   |
| --------------- | ----- | ------- | ------- | ------- |
| Кількість осіб: | 488   | 530     | 560     | 604     |
| Різниця:        |       | +8,60 % | +5,66 % | +7,85 % |

| Рік:            | 2023. | 2024.   |
| --------------- | ----- | ------- |
| Кількість осіб: | 597   | 604     |
| Різниця:        |       | +1,17 % |

В селі проживає 544 осіб.
Національний склад населення (за даними останнього перепису населення — 2001 року):
- словаки — 96,72%
- цигани — 2,89%
- чехи — 0,19%

Склад населення за приналежністю до релігії станом на 2001 рік:
- римо-католики — 64,35%,
- протестанти — 20,42%,
- греко-католики — 14,07%,
- не вважають себе віруючими або не належать до жодної вищезгаданої церкви — 1,15%